# Берег Керда
Берег Керда (англ. Caird Coast) - частина узбережжя Землі Котса в Західній Антарктиді, що лежить між 20° 00' і 27° 54' західної довготи.
Берег був відкритий у січні 1915 року в ході британської антарктичної експедиції Ернеста Шеклтона. Названий на честь Джеймса Керда, спонсора експедиції.